# Aqqitsoq
Aqqitsoq [ˈɑqːit͡sɔq] (nach alter Rechtschreibung Arĸitsoĸ) ist eine wüst gefallene grönländische Siedlung im Distrikt Kangaatsiaq in der Kommune Qeqertalik.

## Lage
Aqqitsoq liegt im Nordwesten einer gleichnamigen Insel zwischen dem Fjord Tunorsuaq und der Bucht Tunuarsuk. Zehn Kilometer östlich befindet sich Niaqornaarsuk.

## Geschichte
Über Aqqitsoq ist so gut wie nichts bekannt. Der Wohnplatz wurde vor 1897 besiedelt und 1905 aufgegeben.